# Ex aequo et bono
Ex aequo et bono — латинское выражение, пришедшее из римского права; переводится как «по добру и справедливости». Термин означает такой способ вынесения решения судом, при котором суд не связан строгими нормами права, а руководствуется соображениями справедливости и здравого смысла. Используется в международном праве, внутригосударственными третейскими судами и в международном коммерческом арбитраже. Обычно допускается по согласию сторон.

## Практика использования
В Древнем Риме из соображений ex aequo et bono в своей деятельности исходили третейские суды. Впоследствии этот подход был распространён римлянами и на международное право. В частности, это касалось судов, рассматривавших споры между римскими гражданами и перегринами.

### Международное право
В настоящее время принцип ex aequo et bono закреплён в Статуте Международного суда ООН. Статут, указывая источники права, применяемые Судом, в дополнение к ним предоставляет Суду право «разрешать дело ex aequo et bono, если стороны с этим согласны» (ст. 38, п. 2). Статут Постоянной палаты международного правосудия, работавшей при Лиге Наций и являвшейся предшественницей Международного суда ООН, также предусматривал возможность вынесения решений на основе использования принципа ex aequo et bono.
На практике принцип, указанный в ст. 38, п. 2 Статута Международного суда, до настоящего времени не применялся ни разу.

### Арбитраж
Разрешение арбитрами, действующими в качестве «дружеских посредников», спора сторон ex aequo et bono допускается в странах, где признана и реализована частноправовая концепция арбитража (англ.  Civil Law Concept of Arbitration).
Арбитражный регламент ЮНСИТРАЛ, принятый Комиссией ООН по праву международной торговли и рекомендованный к использованию Генеральной Ассамблеей ООН, также допускает использование ex aequo et bono (ст. 35, п. 2).
Этот подход используют и такие авторитетные международные арбитражные суды, как Международный арбитражный суд Международной торговой палаты и Международный арбитражный суд Стокгольма.

### Смотри также
Список крылатых латинских выражений

### Комментарии
1. ↑   Переводят также как «по справедливости», «по праву справедливости»,  «по справедливости и доброй совести», «из добра и справедливости», «по совести и внутреннему убеждению».
2. ↑  Бельгия, Германия, Испания, Нидерланды, Индонезия, Франция, бывшие колонии Франции и другие.